# Isola di Karamzin
L'isola di Karamzin (in russo Остров Карамзина, ostrov Karamzina) è un'isola russa che fa parte dell'arcipelago dell'imperatrice Eugenia ed è bagnata dal mar del Giappone.
Amministrativamente appartiene alla città di Vladivostok, nel Territorio del Litorale, che è parte del Circondario federale dell'Estremo Oriente.

## Geografia
L'isola è situata circa 3 km a sud-est dell'isola di Rikord, e 4,2 km a est dell'isola di Moiseev. È bagnata dalle acque del golfo dell'Ussuri, ovvero la parte occidentale del golfo di Pietro il Grande.
Karamzin è un'isola rocciosa dalla forma allungata, con un breve promontorio nella parte settentrionale. Si estende da nord a sud per circa 600 m, e raggiunge una larghezza massima di 200 m al centro. L'altezza massima è di 107 m s.l.m. nella parte meridionale.
La costa è costituita da alte scogliere rocciose, con due piccole spiagge a spezzarne la linea.

### Fauna
L'isola è una riserva naturale dal 1984. Su Karamzin nidificano diverse specie di uccelli, tra i quali il cormorano pelagico, l'uria, il gabbiano di Sabine e la berta striata.

## Storia
Come per le altre isole dell'arcipelago, Karamzin è stata scoperta e così nominata, durante la spedizione russa del 1862-63 guidata da Vasilij Matveevič Babkin.

Verso la metà del XX secolo l'isola fu sede di due affondamenti: la Indigirka, che fu colpita da un cacciatorpediniere giapponese, e la nave di ricerca Dekabrist. Per questo motivo i fondali sono molto frequentati dai turisti subacquei.